# Dorothee Gall
Dorothee Gall, auch Dorothea Gall (* 22. Juni 1953 in Balve; † 31. August 2023, geboren als Dorothee Rips) war eine deutsche Klassische Philologin (Latinistin).

## Leben
Gall war nach einem Studium der klassischen Philologie an den Universitäten Köln und Bonn von 1978 bis 1980 Wissenschaftliche Assistentin bei Clemens Zintzen an der Universität zu Köln und wurde dort 1980 mit einer Arbeit zur Bildersprache der horazischen Lyrik promoviert. Nach Referendariat und Zweitem Staatsexamen arbeitete sie von 1983 bis 1991 als Gymnasiallehrerin am Gymnasium Erftstadt-Lechenich. 1995 habilitierte sie sich an der Universität zu Köln mit einer Arbeit über die pseudo-vergilische Ciris und wurde von 1996 bis 1999 durch ein Heisenberg-Stipendium gefördert. Nach Lehraufträgen und Lehrstuhlvertretungen an den Universitäten Köln, Dresden und Wuppertal wurde sie 1999 Professorin an der Universität Hamburg. 2005 wechselte sie auf einen Lehrstuhl für Latinistik an der Universität Bonn. 2019 trat sie in den Ruhestand.
Dorothee Gall forschte schwerpunktmäßig zur lateinischen Dichtung, zur Literatur der augusteischen Zeit und zur lateinischen Literatur der Renaissance. Insbesondere ihre 2006 erschienene Einführung in die Literatur der augusteischen Zeit fand positive Aufnahme. Gall war ordentliches Mitglied der Akademie der Wissenschaften und der Literatur Mainz sowie der Akademie gemeinnütziger Wissenschaften zu Erfurt. Sie war Mitherausgeberin der Beiträge zur Altertumskunde und des Mittellateinischen Jahrbuchs sowie Fachgebietsherausgeberin von Supplementband 6 des Neuen Pauly.

## Schriften (Auswahl)
- Die Bilder der horazischen Lyrik. Hain, Königstein 1981 (Beiträge zur Klassischen Philologie 138), ISBN 3-445-02230-5 (zugleich phil. Diss. Köln).
- Ipsius umbra Creusae. Creusa und Helena. Steiner, Stuttgart 1993 (Akademie der Wissenschaften und der Literatur Mainz, Abhandlungen der geistes- und sozialwissenschaftlichen Klasse, 1993, Nr. 6), ISBN 3-515-06395-1.
- Zur Technik von Anspielung und Zitat in der römischen Dichtung. Vergil, Gallus und die Ciris (Zetemata 100). Beck, München 1999, ISBN 3-406-43294-8 (Habilitationsschrift)
- Die Literatur in der Zeit des Augustus. Wissenschaftliche Buchgesellschaft, Darmstadt 2006, ISBN 3-534-15766-4 (Rezension bei H-Soz-u-Kult; Rezension im Göttinger Forum für Altertumswissenschaft; PDF; 89 kB).

Als (Mit-)Herausgeberin:
- Clemens Zintzen: Rom – Athen – Florenz. Kleine Schriften. Herausgegeben von Dorothee Gall und Peter Riemer, Hildesheim 2000.
- Laokoon in Literatur und Kunst. Schriften des Symposions „Laokoon in Literatur und Kunst“ vom 30.11. [– 02.12.] 2006, herausgegeben von Dorothee Gall und Anja Wolkenhauer, Berlin / NY, De Gruyter, 2009 (Beiträge zur Altertumskunde 254).